# チオトロピウム
チオトロピウム臭化物（Tiotropium bromide）は長時間（24時間）作用型抗コリン性気管支拡張薬であり、慢性閉塞性肺疾患(COPD)の症状軽減または気管支喘息の慢性期治療に用いられる。液剤と専用の噴霧器を組み合わせて用いる場合と、カプセルに入れた粉末を専用の器具に装填して用いる場合とがある。商品名スピリーバ。超長時間作用性アドレナリンβ2受容体作動薬の一つであるオロダテロールとの合剤(商品名スピオルト)がCOPD治療薬として承認されている。。

## 効能・効果
チオトロピウムは慢性気管支炎型や肺気腫型のCOPDの長期管理薬として用いられるほか(ただし、液剤の内、1.25μgレスピマットには適応なし)、気管支喘息のコントローラーとしても用いられる（液剤のみ）。COPDの急性増悪や気管支喘息発作に用いる薬剤ではない。

## 副作用
治験での副作用発現率は、COPDで2.72%（液剤）と19.77%（粉末剤）、喘息で9.91%（液剤）であり、主な副作用は口渇・口内乾燥、発声障害、動悸であった:63。
重大な副作用として添付文書に記載されているものは、心不全、心房細動、期外収縮、イレウス、閉塞隅角緑内障、アナフィラキシーである。
副作用は主に抗コリン作用による。1%以上に発現する副作用は、口渇、嗄声、発疹、浮動性めまい、便秘、消化不良、高尿酸血症、咽喉刺激感であるが、頻度不明とされている副作用も多い。
チオトロピウムや同種同効薬のイプラトロピウムは、心発作・脳卒中・心血管系死亡リスクを上昇させる。米国FDAが要求した臨床試験は完了し、安全性に関する懸念事項について明瞭に回答されている。
2011年、チオトロピウム液（レスピマット）では、COPDの全死亡率が上昇することが見出された。

## 用法・用量
粉末（ハンディヘラー）は18µg/日、液剤（レスピマット）は5µg/日（=2回吸入）、および2.5µg/日（=2回吸入）である。

## 作用機序
チオトロピウムはムスカリン受容体アンタゴニストであり、一般に抗コリン薬に分類される。ムスカリン受容体への選択性はないが、気管に局所投与されると平滑筋細胞および粘膜下腺に存在するM3ムスカリン受容体に主に作用して、平滑筋を弛緩させると共に粘液の分泌を抑え、気管支拡張薬としての作用を発揮する。